# Decentraland
Decentraland é um jogo de mundo virtual 3D gerenciado por uma DAO (organização autônoma descentralizada). Criado no blockchain Ethereum, ele une os jogos em uma plataforma de mundo virtual, onde é possível criar e personalizar avatares, comprar terrenos virtuais, fazer atividades e interagir com outros jogadores.

## História
Decentraland foi inicialmente criado em 2015 pelos argentinos Esteban Ordano e Ari Meilich. No começo não era um jogo de mundo virtual como é hoje, e através do algoritmo de proof-of-work ele servia como grade pixelada que alocava pixels para os usuários.
Depois, em 2017, a plataforma mudou e lançou a DAO (organização autônoma descentralizada) para passar o gerenciamento da plataforma para os seus usuários. Após isso a equipe que fundou a plataforma diz que a chave que tinha controle sobre o contrato inteligente do jogo foi destruída.
Decentraland teve ainda uma versão em beta fechado em 2019, e foi oficialmente lançado em fevereiro de 2020.